# 费迪南德·波尔
费迪南德·波尔（Ferdinand Bol；1616年6月24日—1680年8月24日）是一名荷兰画家，师从伦勃朗，受后者影响很大。 

## 生平
费迪南德出生于多德雷赫特，是外科医生巴尔塔萨（Balthasar Bol）的儿子。他早年曾在家乡师从雅各布·库伊普和/或乌得勒支的亚伯拉罕·布隆梅特。1630年后，他在阿姆斯特丹师从伦勃朗。1641年，波尔创办了自己的工作室。
1652年，他成为阿姆斯特丹的市民，并于1653年与伊丽莎白·戴尔（Elisabeth Dell）结婚，后者的父亲曾在阿姆斯特丹海军部和酒商行会任职，这两个机构后来成为了波尔的客户。
波尔事业很成功，他收到的官方委托一度超过所有其他阿姆斯特丹的艺术家。戈弗雷·内勒是他的学生 。
他的发妻在1660年去世，1669年波尔续弦，娶寡妇安娜（Anna van Erckel）为妻，并停止创作。1680年，两人先后去世。